# Кудажлейка
Кудажлейка (рос. Кудажлейка) — село в Бариському районі Ульяновської області Російської Федерації.
Населення становить 131 особу. Входить до складу муніципального утворення Живайкинське сільське поселення.

## Історія
Від 2004 року входить до складу муніципального утворення Живайкинське сільське поселення.

## Населення
| 2010 |
| ---- |
| 131  |